# Tilburg

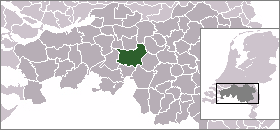
Lägeskarta

Tilburg är en kommun i provinsen Noord-Brabant i Nederländerna. Kommunens totala area är 118,83 km² (där 2,45 km² är vatten) och invånarantalet är 207 510 invånare (1 januari 2012).
I staden finns bland annat Tilburgs Universitet och det nederländska textilmuseet. Tilburg är även en mycket viktig trafikknut.
I juli varje år äger "Tilburgse Kermis" rum. Ett stort tivoli tar plats i staden under några dagar. Kermis är en av Tilburgs största turistattraktioner, 2007 lockade tillställningen 1 100 000 besökare.